# Lilla hjärtat (låt)
"Lilla hjärtat" är en poplåt framförd av Kärlekens vampyrer. Låten var en hit hösten 1989, och släpptes som singel. Den vågade texten ("Lilla hjärtat, jag tänder så på dig / Jag vill så gärna ha sex med dig") och musikvideon (med en naken och relativt okänd Izabella Scorupco) väckte uppmärksamhet.
Kvinnorösten som hörs i låtens stick gjordes av Mona Seilitz.